# Volga
El Volga (en ruso: Во́лга [/volɡə/ⓘ]) es un río de la Rusia europea que, con sus 3645 km, es el río más largo de Europa y el 15.º más largo del mundo. Administrativamente, recorre diez óblasts —Tver, Yaroslavl, Kostromá, Ivánovo, Nizhni Nóvgorod, Uliánovsk, Samara, Sarátov, Volgogrado y Astracán— y 3 repúblicas —Mari-El, Chuvasia y Tartaristán.
El Volga nace en las colinas de Valdái a 228 m de altitud, entre Moscú y San Petersburgo, y desemboca en el mar Caspio. Es navegable en casi todo su recorrido gracias a las enormes obras de acondicionamiento realizadas principalmente en la segunda mitad del siglo XX durante la dictadura de Iósif Stalin. Su cuenca hidrográfica, con una superficie de 1 360 000 km², es la 18.ª mayor del mundo y riega un tercio de la Rusia europea, reuniendo un gran mosaico de pueblos y, desde la II Guerra Mundial, una parte importante de las actividades industriales de Rusia. Desempeña también un gran papel en el imaginario ruso e inspiró para hacer muchas novelas y canciones rusas, por ejemplo el Canto de los remeros del Volga.

## Toponimia
El nombre ruso Во́лга se aproxima a palabras eslavas que designan el carácter «mojado», «húmedo» (влага , волога). Este nombre se traduce en francés y en inglés por  Volga y en alemán por  Wolga. El nombre podría también tener orígenes finlandeses. 
Las poblaciones turcas que viven junto al río lo llaman Itil o Atil. Atila el Huno podría deber su nombre al río. Hoy día en las lenguas vinculadas con el turco, el Volga se conoce bajo el nombre de İdel (Идел) en tártaro, Атăл (Atăl) en chuvasio e  İdil en turco. En idioma mari el río se llama  Юл (Yul) utilizando la misma raíz.
Si nos remontamos más lejos aún en el tiempo, los escitas daban al río el nombre de  Rha que puede asociarse a la antigua palabra del sánscrito Rasah designando un río sagrado. Este origen se conserva en el nombre dado por los mordves al río: Рав (Raw).

## Curso del río

### Superior
El río Volga nace en las colinas de Valdái a 228 m s. n. m., cerca de la localidad de Volgo-Verjovie (óblast de Tver), en un lugar situado a unos 300 km al noroeste de Moscú y a unos 320 km al sureste de San Petersburgo.En el primer tramo tiene el nombre de Selizhárovka y es un corto curso de agua de 36 kilómetros que desagua en el lago Seliguer (que tiene una superficie de 212 km² y está a una cota de 205 m). El Volga se dirige primero en dirección Sudeste, atravesando la región de Valdái hasta alcanzar la localidad de Rzhev (63 729 hab. en 2002), pasada la cual vira hacia el Noreste y a partir de la que pueden navegar por el río pequeñas embarcaciones de transporte de mercancías. El curso de agua, tras algo más de 100 kilómetros, alcanza Tver (la antigua Kalinin, fundada en 1135, con 408 903 hab.), la capital del óblast localizada en la carretera que une Moscú con San Petersburgo. 
El Volga describe una nueva curva y vira hacia el suroeste, discurriendo por el primero de los muchos tramos en que sus aguas estarán embalsadas, está vez por la presa de Ivankovo, donde recibe por la derecha el río Shosha. Gira luego hacia el Oeste, y se adentra en el embalse de Dubna, construido para abastecer Moscú (es el tramo más próximo a la capital, a apenas 100 km). En este embalse recibe al río Dubna, y, muy próximo a la presa, conecta con el canal de Moscú, un canal artificial de 128 km construido en 1932 que une el río Volga con el río Moscova. Dejada atrás la presa, el Volga baña la localidad de Dubná (60 951 hab.), y luego vira hacia el Noreste, en un tramo en el que atraviesa la ciudad de Kimry (58 500 hab.) y sigue por el embalse de la presa de Úglich, un nuevo tramo en el que recibe sus primeros afluentes de importancia, los ríos Medveditsa y Nerl. Sigue el río en dirección cada vez más Norte, franqueando el límite con el óblast de Yaroslavl, atravesando la ciudad de Úglich (38 900 hab.) y llegando hasta el gran lago de la presa de Rybinsk (que con 4 580 km², es conocido como el mar de Rybinsk, y que está a una cota de 102 m). Es la más antigua de las presas construidas en el río (1935-41) y también el punto más septentrional por el que discurre el Volga. En este lago desembocan dos importantes afluentes, el río Mologa (456 km) y el río Cheksna. También enlaza la vía navegable Volga-Báltico, que atravesando el lago Onega y el lago Ladoga, conecta con el golfo de Finlandia y, a través del canal Mar Blanco-Báltico, el mar Blanco.
El Volga sale del lago por el mismo lado meridional por el que entra, emprendiendo dirección Sureste. Al pie de la presa se encuentra la ciudad industrial de Rybinsk (222 653 hab., anteriormente rebautizada como Andropov) que es el gran puerto de transbordo del curso superior del Volga. Sigue el río hacia el Sureste y alcanza Yaroslavl (613 088 hab.), una de las más antiguas ciudades de la Rusia central, fundada en el siglo XI. El río se encamina cada vez más en dirección Este, traspasando el límite con el óblast de Kostromá. A unos 70 km aguas abajo de Yaroslavl se encuentra la ciudad de Kostromá (278 750 hab.), localizada al poco de la confluencia con el río Kostroma, otra antigua ciudad (fundada en 1152). A partir de aquí, el Volga se va convirtiendo cada vez más en un río de llanura, ancho y de discurrir lento. Atraviesa pronto el óblast de Kostromá por su parte meridional y se interna en el óblast de Ivánovo, que cruza por su parte nororiental. Llega enseguida a Kíneshma (95 233 hab.) y aguas abajo encuentra un nuevo gran lago artificial, el del embalse de Gorki (1 591 km²), con una cola de 430 km de longitud, creado por la presa de Nizhni Nóvgorod (construida en 1955). En la parte Norte del embalse desaguan los ríos Nemda y Unzha (426 km). Siguiendo el gran embalse aguas abajo en dirección sur, se entra en el óblast de Nizhni Nóvgorod, y recibe por la izquierda al río Uzola. El Volga deja atrás la presa y se encuentra en la ribera derecha la ciudad de Nizhni Nóvgorod (1 311 252 hab.), en la confluencia con uno de sus afluentes más importantes, el río Oká (1 500 km). Este es el punto en que tradicionalmente se ha considerado que acaba el curso alto del Volga. Al otro lado del río, en la margen izquierda, enfrente, se localiza la ciudad industrial de Bor (61 525 hab.).

### Medio
El curso medio del Volga discurre en dirección estesureste, cruzando la parte central de la Rusia europea, y se comienza a observar ya la disimetría de sus riberas, que se manifiesta más claramente en el curso bajo, con la orilla derecha más alta y escarpada, a causa de la presencia de las estribaciones de las alturas del Volga, en contraposición a una orilla izquierda más baja. Al salir de Nizhni Nóvgorod, el río vira en dirección Este, pasando frente a Kstovo y recibiendo por la izquierda al río Kerzhenets. Llega más abajo a otro largo embalse, el de Cheboksary, de más de 131 km, del que una parte está en el oblást de Nizhni Nóvgorod, la parte central en la república de Mari-El (en la que recibe por la izquierda los ríos Vetluga y Rutka) y la parte final en la república de Chuvasia, donde está también la presa, construida en la década de los 1980 (y para la que debieron de ser realojados unas 20 000 personas). Aguas abajo de la presa se encuentran las ciudades de Cheboksary (440 621 hab.) y Novocheboksarsk (125 857 hab.). Luego el Volga forma durante un tramo el límite natural entre las repúblicas de Chuvasia y Mari-El, un trecho en el que recibe por la izquierda los ríos Bolshaya Kokshaga, Malaya Kokshaga e Ilet, y por la derecha al Tsivil y en el que, también en la margen izquierda, está la localidad de Volzhsk (58 987 hab.). A continuación el río se interna, todavía en dirección Este, en la república de Tartaristán, bañando primero la ciudad de Zelenodolsk (100 139 hab.) y luego Kazán (1 105 289 hab.), la capital de la república, ambas en la margen izquierda. 
Pasada Kazán, el río (ya en otro tramo embalsado) vira hacia el Sur. La ciudad está situada al principio de otro largo embalse, el embalse de Kuibyshev, con 550 km de longitud, creado por la presa de Samara, que con sus 6 450 km² de superficie, es el mayor lago artificial de retención de Europa. El río Kama (1 850 km), el principal de los afluentes del Volga, se incorpora por la izquierda desaguando en este gran lago artificial, en un punto que ha sido considerado de forma habitual el inicio del curso bajo del Volga, aunque ahora, con el embalse, ha perdido parte de su relevancia geográfica.

### Inferior
El embalse se interna en dirección sur en el óblast de Uliánovsk, una provincia que atraviesa en su parte oriental y en la que se encuentra en la orilla derecha la capital, Uliánovsk (antiguamente Simbirsk, con 635 947 hab.). Más al sur, el lago se adentra en el óblast de Samara y luego forma una curva casi cerrada en la cual se sitúan, en la margen izquierda, las ciudades de Togliatti (702 879 hab.) y Samara (antes Kouïbychev, localizada en la confluencia con el río Samara, que cuenta con 1 157 880 hab.) y Novokuybyshevsk (112 973 hab.) donde desemboca el río Chapayevka; y, en la margen derecha, al final de la curva, la ciudad de Syzran (188 107 hab). Pasada Samara comienza pronto la cola de otra largo embalse, el embalse de Sarátov (1 831 km²), situado 357 km aguas abajo. 
Siempre en dirección sur, el embalse se adentra en el óblast de Sarátov, y tras pasar la presa, al pie, en su margen izquierda, el río baña la ciudad industrial de Balakovo (200 470 hab.). Al poco, también por la izquierda, el Volga recibe las aguas del río Irgiz, en uno de los pocos tramos intactos del antiguo curso, y en el que en la margen izquierda se sitúa la ciudad de Volsk (71 124 hab.). Las formas características del paisaje, constituido por prados y colinas al oeste y por una orilla plana al este, son todavía perceptibles entre Kazán y Volgogrado, aunque los lagos de los embalses sumergieron las antiguas orillas. 
El Volga gira hacia el suroeste, y pasa, en la margen izquierda, frente a la pequeña ciudad de Marks (32 849 hab.), y luego por la de Engels (200 800 hab.). Frente a esta última, en la otra ribera, se encuentra la ciudad de Sarátov (873 055 hab.), un importante centro universitario. A partir de Marks, comienza ya la cola de otro largo embalse, el de la presa de Volgogrado (3 117 km²), con una longitud de unos 540 km. La región por la que discurre el río comienza a hacerse cada vez más desértica. El embalse sigue casi en dirección sur, y se adentra en el óblast de Volgogrado y al poco baña la ciudad de Kamychine (127 891 hab.), situada en la orilla izquierda del lago. Más abajo de la presa, se encuentran las ciudades de Voljski (313 169 hab.), a la izquierda, y 80 km aguas abajo, a la derecha, Volgogrado (antes Zarizyn, luego Stalingrado, con 1 011 417 hab.). Cerca de Svetly Yar, comienza el canal Volga-Don, inaugurado en 1952 y que, tras 101 kilómetros, permite alcanzar el mar Negro.
El Volga describe una curva en dirección Suroeste y emprende su largo tramo final. Al poco se interna en el último de los óblast por los que discurre: el óblast de Astracán, y al poco, se deriva un brazo, el río Akhtouba, que seguirá su propio curso paralelo al cauce principal por el lado izquierdo hasta desaguar en el mar Caspio. En este tramo, en el curso del Volga, está la localidad de Akhtubinsk (45 542 hab.), en la ribera izquierda, y al final del tramo, en la margen derecha, al principio del delta formado por el río, se encuentra el último de los centros urbanos de importancia que baña el río, Astracán (antes Itil, con 504 501 hab.). Una parte del delta está protegido ya que la región es un lugar de tránsito para las aves migratorias. El río Volga, sus brazos más importantes, el Bakhtemir y el Tabola, y también el brazo Akhtouba, más al este, desembocan todos en el mar Caspio, el lago más grande del mundo.

## Mapas

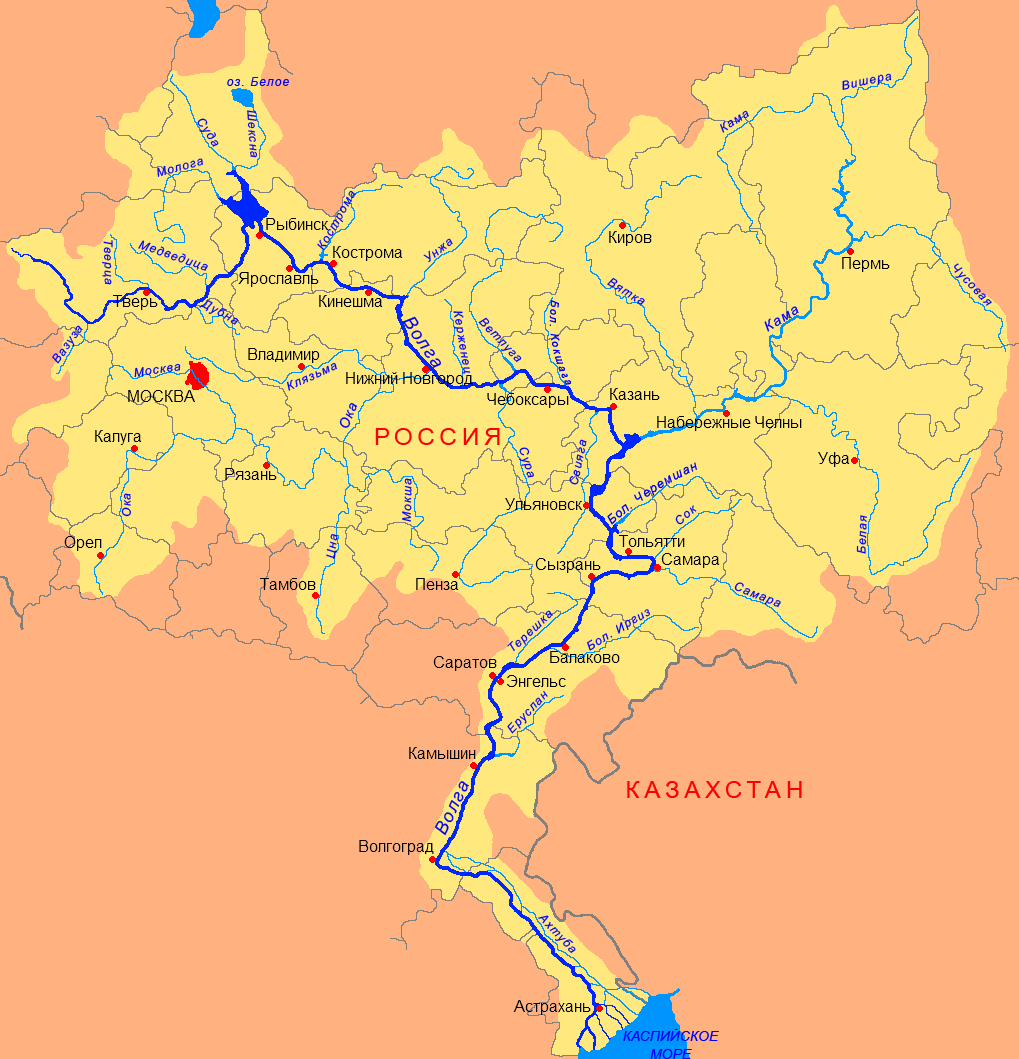
Mapa en ruso del Volga
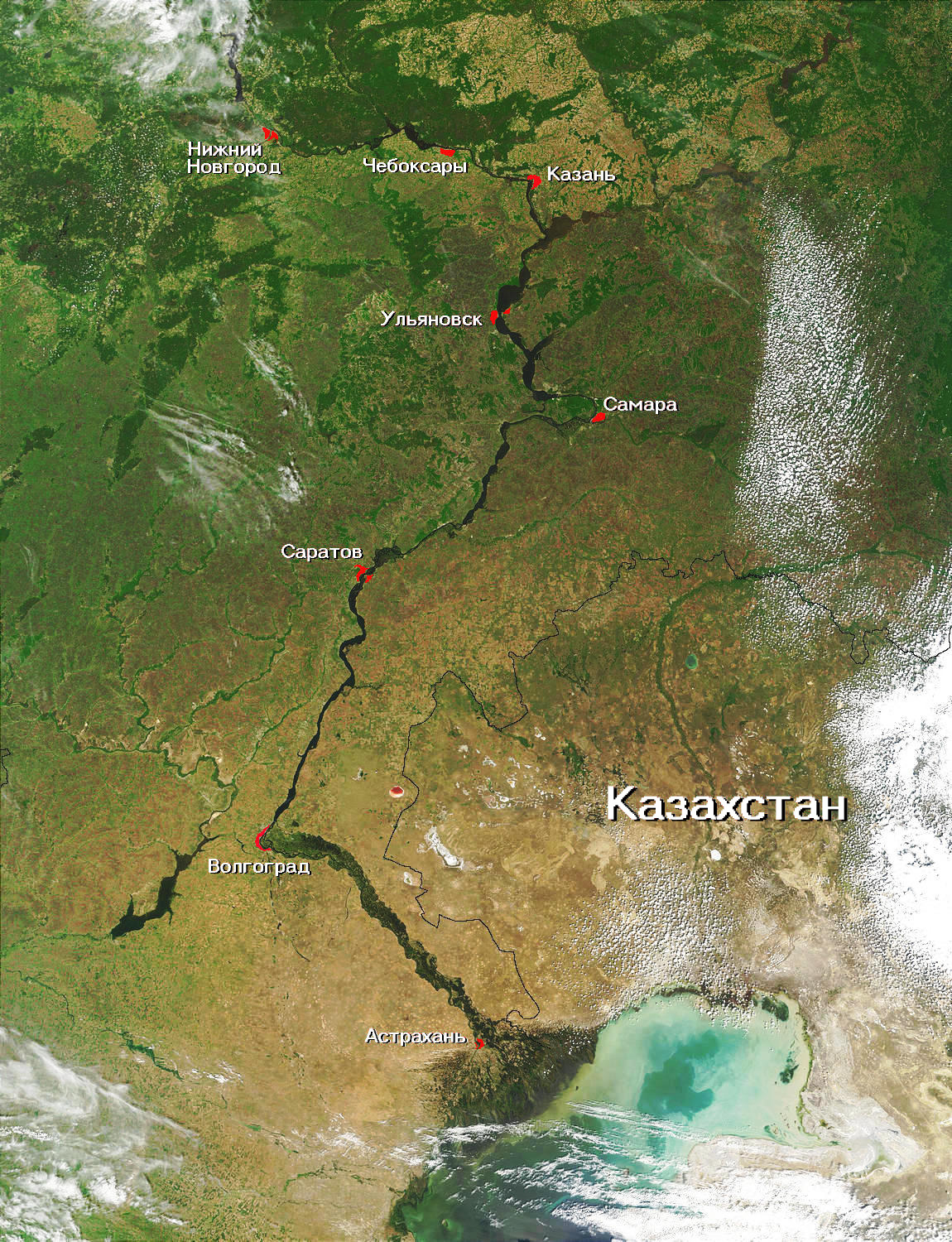
Imagen satelital del curso medio y bajo del Volga
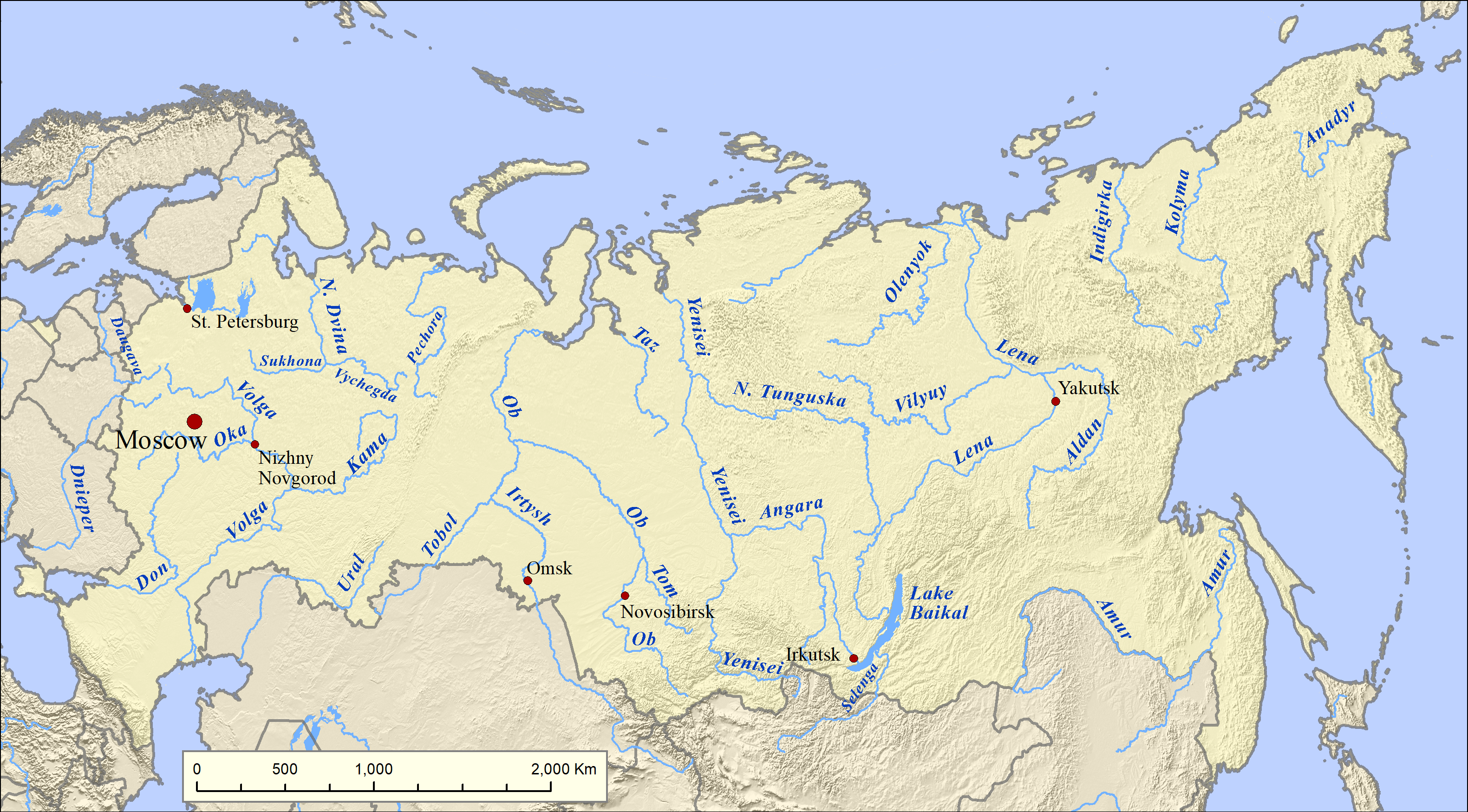
El Volga en un mapa de Rusia

En el primer mapa se aprecian las siguientes ciudades en su curso: Tver (Тверь), Ríbinsk (Рыбинск), Yaroslavl (Ярославль), Kostromá (Кострома́), Kíneshma (Кинешма), Nizhni Nóvgorod (Ни́жний Но́вгород), Cheboksary (Чебокса́ры), Kazán (Казань), Uliánovsk (Ульяновск), Toliatti (Тольятти), Samara (Сама́ра), Syzran (Сызрань), Balakovo (Балаково), Sarátov (Сарáтов), Engels (Э́нгельс), Kamishin (Камышин), Volgogrado (Волгогра́д) y Astracán (А́страхань). Asimismo, en la imagen satelital, también aparecen algunas de estas ciudades.

## Galería

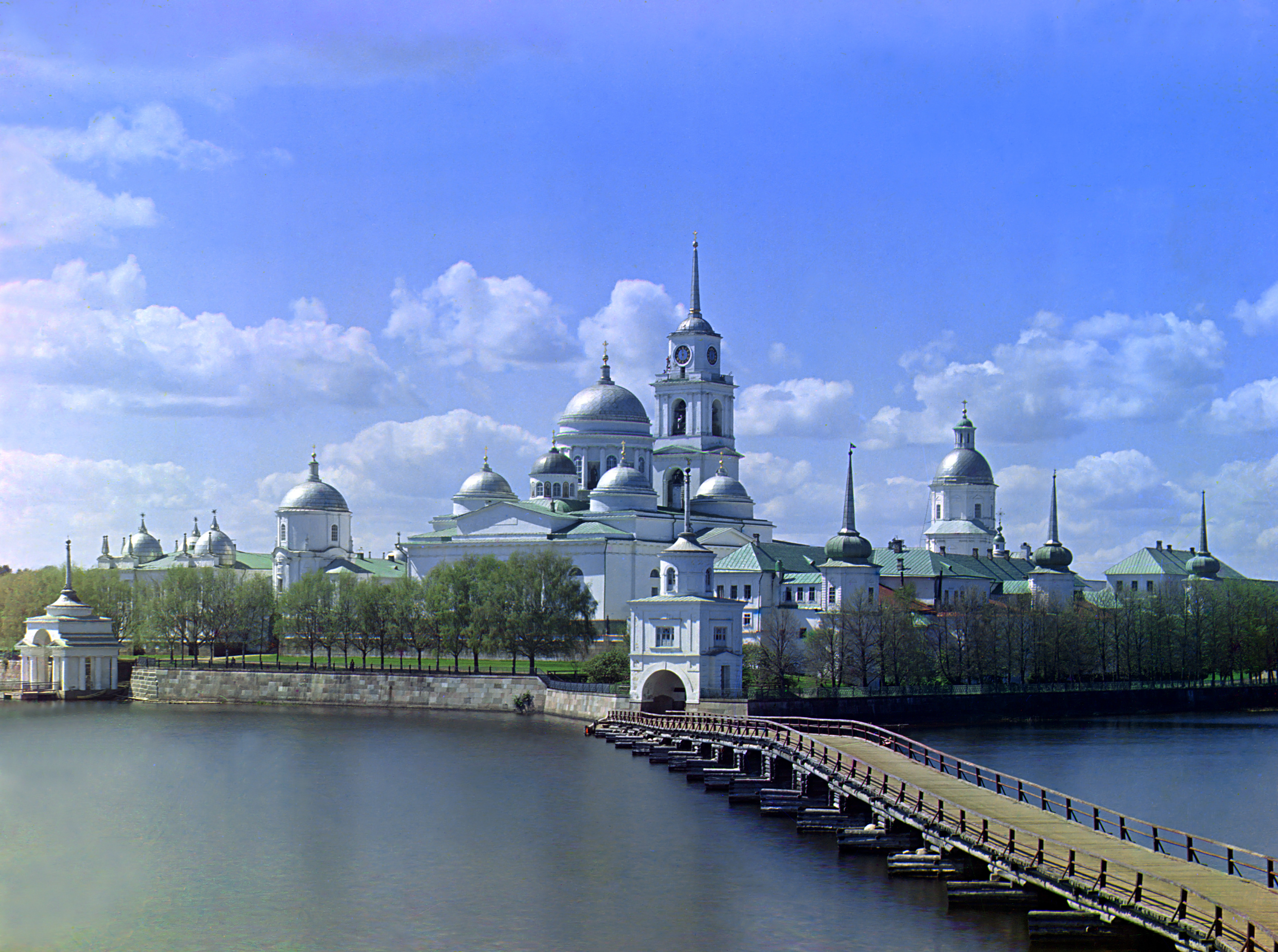
Monasterio Nílov, lago Seliguer (fotografía de Serguéi Prokudin-Gorski, 1910)
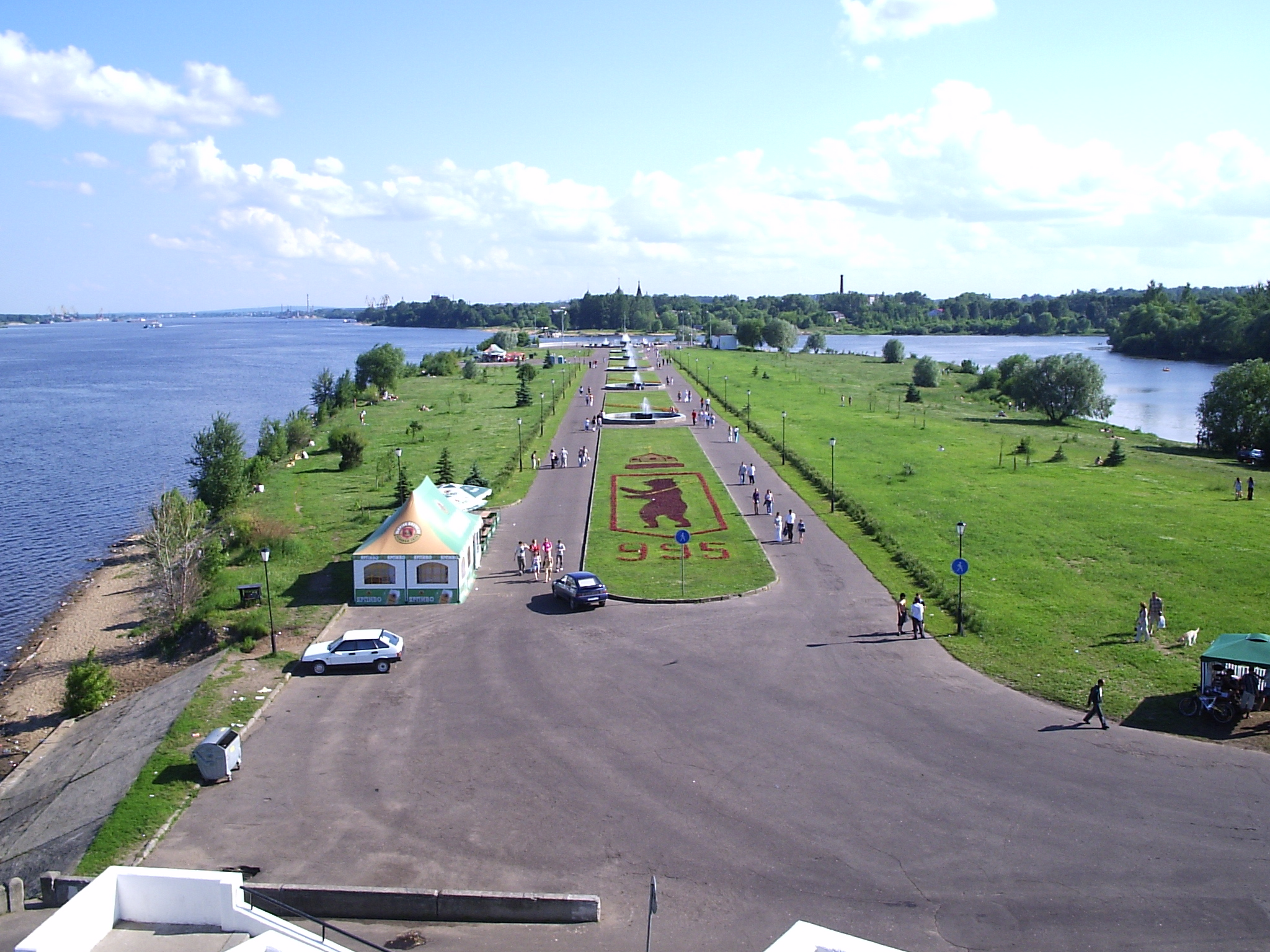
Confluencia del Volga y el Kótorosl, un lugar de paseo en la ciudad de Yaroslavl
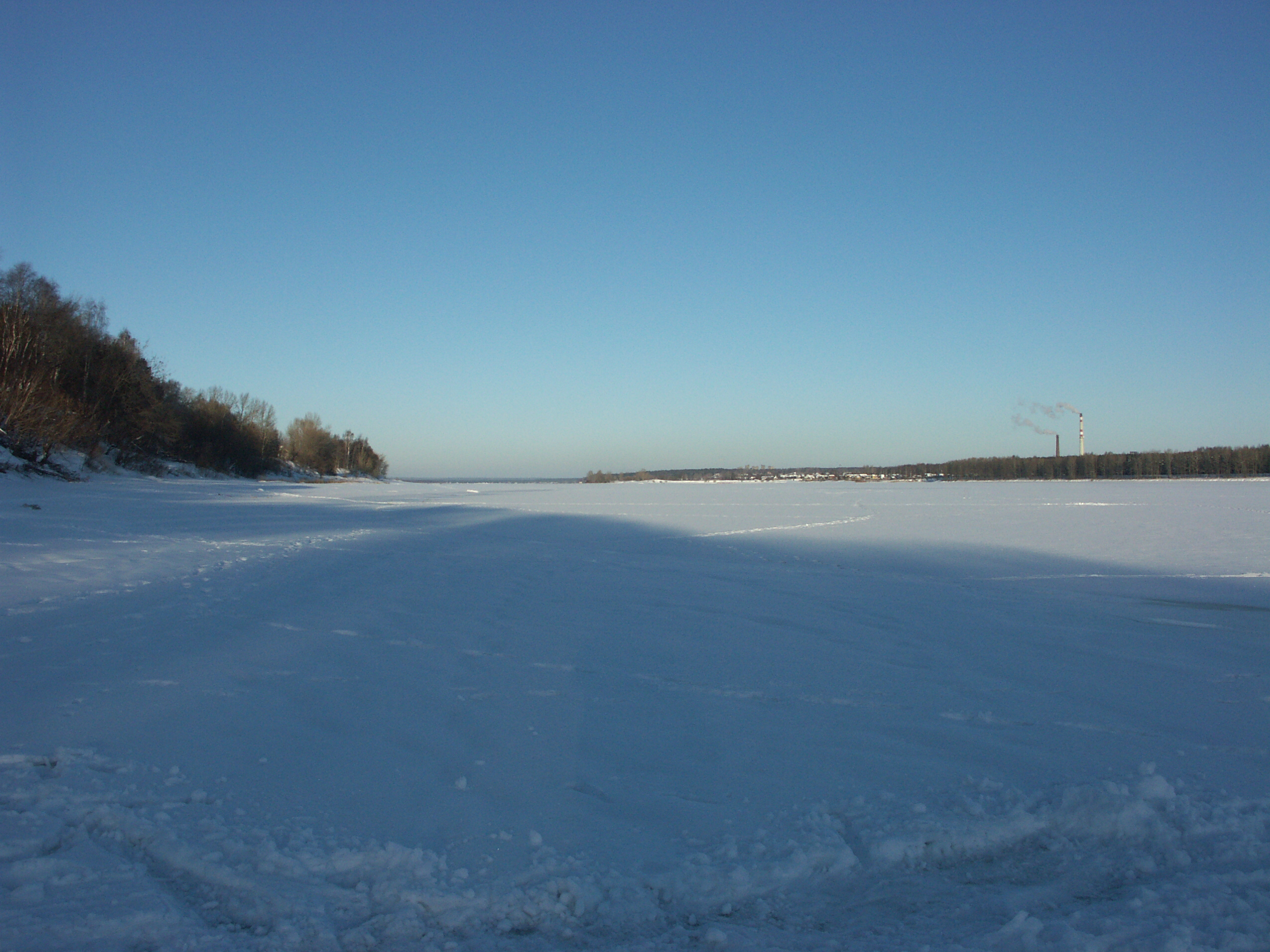
El río Volga helado, al norte de Yaroslavl
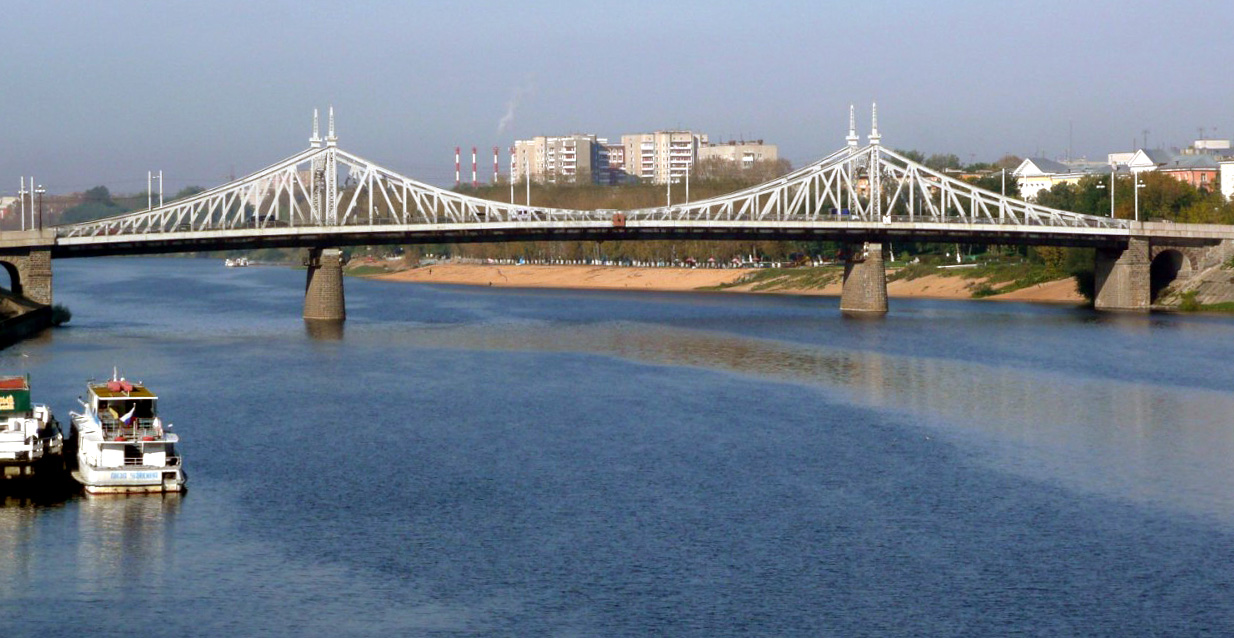
El río Volga en Tver
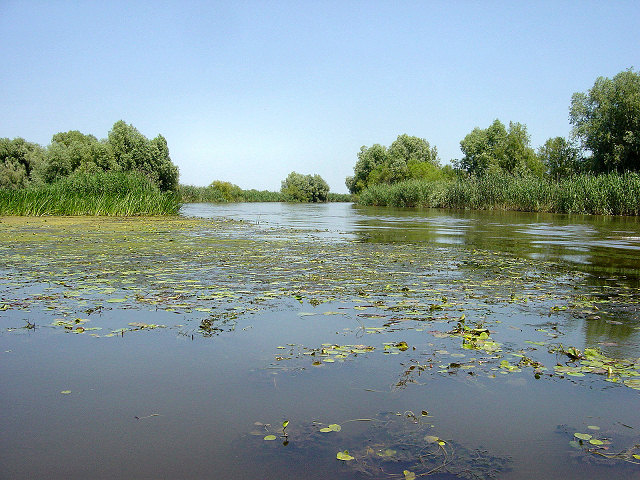
El río Volga cerca de su desembocadura
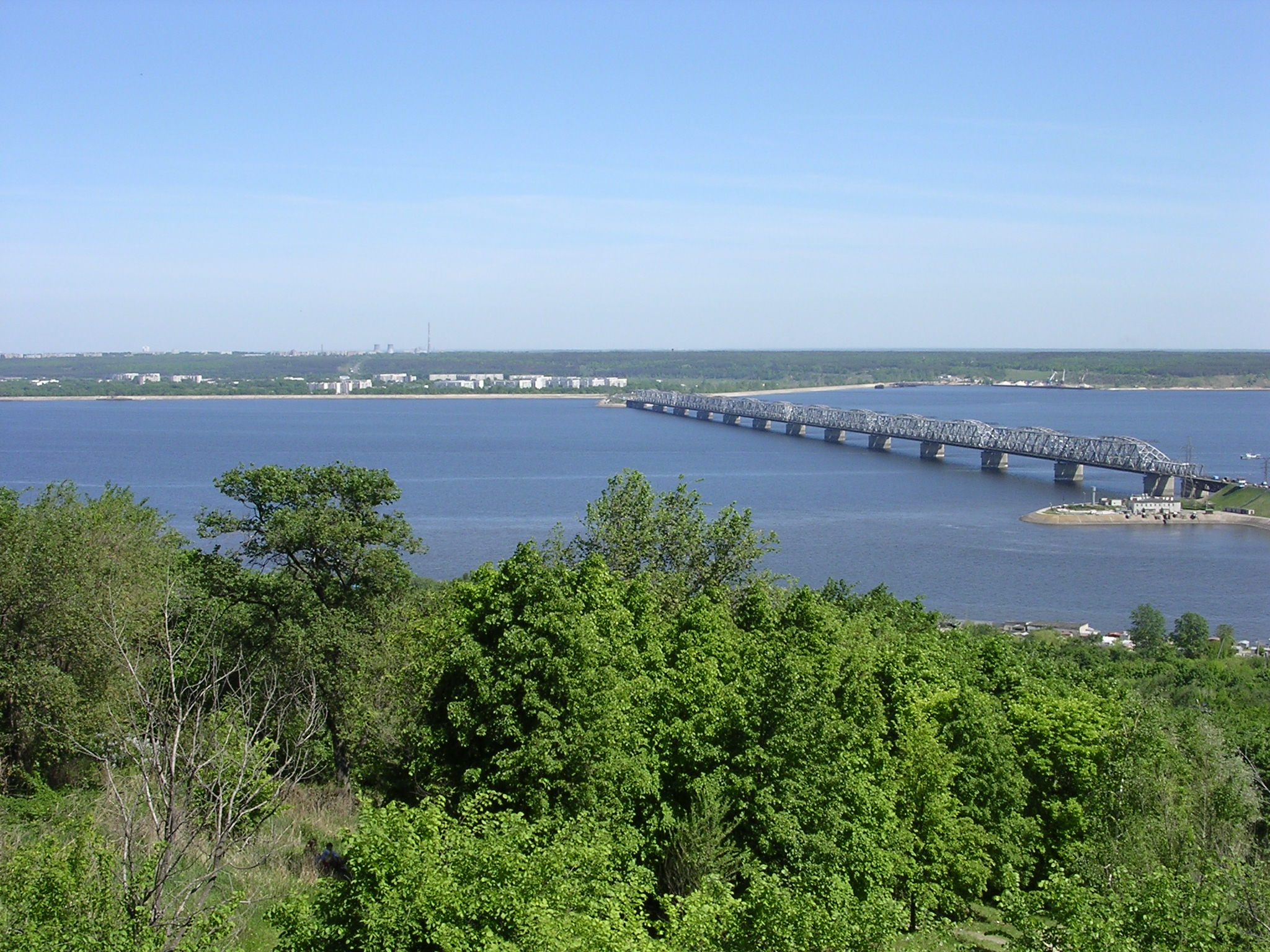
El Volga en Uliánovsk

## Hidrología
El Volga es alimentado en un 60 % por aguas procedentes de la fusión de las nieves, un 30 % por aguas subterráneas y un 10% por el agua de lluvia. El Volga posee un régimen poco regular, ya que la mitad del agua que anualmente lleva el río lo hace en un periodo de solamente seis semanas: de finales de abril a principios de junio, en el momento del deshielo, que comienza en la parte sur de la cuenca, para propagarse rápidamente a continuación hacia el Norte. El nivel (altura de agua) del río está sometido a importantes fluctuaciones anuales: alcanza los 11 m en Tver; los 16 m antes del punto de confluencia con el río Kama; y los 3 m en la desembocadura, en Astracán. Sin embargo, la construcción de embalses en su curso y en el de sus afluentes ha permitido reducir considerablemente estas fluctuaciones.
La producción media interanual o módulo del río es de 182 m³/s en Tver; de 1110 m³/s en Yaroslavl; de 2970 m³/s en Nizhni Nóvgorod; de 7 720 m³/s en Samara; y de 8060 m³/s en Volgogrado. Aguas abajo de Volgogrado, el río no recibe más tributarios significativos y la evaporación determina una disminución de su caudal en un 2 %. El caudal del río podía alcanzar antes como máximo 67 000 m³/s aguas abajo de la confluencia con el río Kama y 52 000 m³/s en Volgogrado, vertiéndose una parte de las aguas en las llanuras inundables de los alrededores. La precipitación anual en la cuenca es de 187 mm en Volgogrado, para un total de precipitaciones recibidas de 662 mm. Antes de la creación de los embalses, el Volga vertía en un año en su desembocadura 25 millones de toneladas de sedimentos y de 40 a 50 toneladas de minerales disueltos. Las aguas del Volga alcanzan una temperatura de 20-25 °C en julio y permanecen libres de hielo 260 días al año en Astracán.

## Economía
No fue hasta después de la Segunda Guerra Mundial cuando la región se desarrolló realmente: se construyeron más de 200 fábricas (herramienta, automóvil) en las principales aglomeraciones. Se emprendieron gigantescos trabajos de adaptaciones sobre el Volga y su afluente el Kama, para hacer arterias de comunicación permanentes, producir electricidad e irrigar las tierras de secano situadas a lo largo del curso inferior. La explotación después de la Segunda Guerra Mundial de yacimientos de petróleo y gases importantes a lo largo de la cuenca (90 Mtes de petróleo y 28 mds de m³ producidos durante el año 2001) favorecieron la creación de una importante industria petroquímica dinámica, aunque los yacimientos tienen tendencia hoy día a agotarse. La parte central de la cuenca del río es relativamente fértil, aunque las precipitaciones sean muy irregulares de un año para otro. Por el contrario, las tentativas de riego de las tierras situadas más al sur no dieron los resultados esperados. Además una parte de las tierras cultivables, situadas en la orilla del mar Caspio se inundaron en los años ochenta, tras el aumento del nivel del mar Caspio, que cogió a los especialistas de improviso. La cuenca del Volga es rica en recursos mineros como la potasa y la sal. El delta del Volga, así como los accesos del mar Caspio, son ricos en pescado. Astracán, situada sobre el delta del Volga, es el centro de la industria de caviar.

## Acondicionamiento del curso fluvial
En el curso del Volga se han construido numerosas presas para el aprovechamiento hidroeléctrico y la regulación del caudal, de modo que prácticamente apenas quedan tramos inalterados del curso del río. Siguiendo aguas abajo el río, las presas son las siguientes (con año de entrada en servicio, superficie de agua, volumen embalsado, producción eléctrica):
- presa de Ivankovo (1937): 327 km²; 1,12 km³; 130 MkWh;
- presa de Uglich (1940): 249 km²; 1,25 km³; 212 MkWh;
- presa de Rybinsk (1941): 4550 km²; 25,42 km³; 1100 MkWh;
- presa de Nijni Novgorodo (1955): 1591 km²; 8,7 km³; 1.513 MkWh;
- presa de Cheboksary (1980): 2100 km²; 14,2 km³; 3280 MkWh;
- presa de Samara (también barrage de Kouïbychev, en la confluencia con el río Kama) (1955): 6450 km²; 58 km³; 11 000 MkWh;
- presa de Sarátov (1967): 1850 km²; 12,9 km³; 5400 MkWh;
- presa de Volgogrado (1958): 3317 km²; 32,1 km³; 11 100 MkWh;

### Afluentes del Volga
El río Volga tiene muchísimos afluentes, siendo los más importantes los que recoge la Tabla siguiente, ordenada en dirección agua abajo. (Los tributarios de los afluentes, se ordenan en sentido inverso, desde la boca a la fuente)
| Ramal | Ramal | Nombre afluente                                                        | Nombre afluente                                                        | Nombre afluente                                                        | Nombre afluente                                                        | Desembocadura | Longitud (km) | Cuenca (km²) | Caudal (m³/s) | Tramo          |
| ----- | ----- | ---------------------------------------------------------------------- | ---------------------------------------------------------------------- | ---------------------------------------------------------------------- | ---------------------------------------------------------------------- | ------------- | ------------- | ------------ | ------------- | -------------- |
| I     | -     | Río Selizhárovka                                                       | Río Selizhárovka                                                       | Río Selizhárovka                                                       | Río Selizhárovka                                                       | Volga         | 36            | 2950         |               | Curso Superior |
| I     | -     | Río Tvertsá                                                            | Río Tvertsá                                                            | Río Tvertsá                                                            | Río Tvertsá                                                            | Volga         | 188           | 6510         | 60            | Curso Superior |
| -     | -     | Río Vazuza                                                             | Río Vazuza                                                             | Río Vazuza                                                             | Río Vazuza                                                             | Volga         | 162           | 7120         |               | Curso Superior |
| -     | -     | Río Shosha                                                             | Río Shosha                                                             | Río Shosha                                                             | Río Shosha                                                             | Volga         | 163           | 3080         |               | Curso Superior |
| -     | D     | Río Dubná                                                              | Río Dubná                                                              | Río Dubná                                                              | Río Dubná                                                              | Volga         | 167           | 5350         |               | Curso Superior |
| I     | -     | Río Medveditsa                                                         | Río Medveditsa                                                         | Río Medveditsa                                                         | Río Medveditsa                                                         | Volga         | 259           | 5570         | 25,2          | Curso Superior |
| -     | D     | Río Nerl                                                               | Río Nerl                                                               | Río Nerl                                                               | Río Nerl                                                               | Volga         | 112           | 3270         | 12,8          | Curso Superior |
| -     | -     | Río Kashinka                                                           | Río Kashinka                                                           | Río Kashinka                                                           | Río Kashinka                                                           | Volga         | 128           | 661          | 4,5           | Curso Superior |
| I     | -     | Sistema Sheksná—lago Béloye—Kema—lago Kémkoye—río Soydo—lago Soydozero | Sistema Sheksná—lago Béloye—Kema—lago Kémkoye—río Soydo—lago Soydozero | Sistema Sheksná—lago Béloye—Kema—lago Kémkoye—río Soydo—lago Soydozero | Sistema Sheksná—lago Béloye—Kema—lago Kémkoye—río Soydo—lago Soydozero | Volga         | 441           | 19 000       | 139           | Curso Superior |
| I     | -     | Río Suda                                                               | Río Suda                                                               | Río Suda                                                               | Río Suda                                                               | Volga         | 184           | 13 500       | 134           | Curso Superior |
| I     | -     | Río Mologa                                                             | Río Mologa                                                             | Río Mologa                                                             | Río Mologa                                                             | Volga         | 456           | 29 700       | 237           | Curso Superior |
| -     | -     | -                                                                      | Río Chagodoshcha                                                       | Río Chagodoshcha                                                       | Río Chagodoshcha                                                       | Río Mologa    | 242           | 9680         | 58            | Curso Superior |
| -     | D     | Río Kótorosl                                                           | Río Kótorosl                                                           | Río Kótorosl                                                           | Río Kótorosl                                                           | Volga         | 132           | 5500         |               | Curso Superior |
| I     | -     | Río Kostromá                                                           | Río Kostromá                                                           | Río Kostromá                                                           | Río Kostromá                                                           | Volga         | 354           | 16 000       | 71            | Curso Superior |
| I     | -     | Río Niomda                                                             | Río Niomda                                                             | Río Niomda                                                             | Río Niomda                                                             | Volga         | 146           | 4750         | 28,9          | Curso Superior |
| I     | -     | Río Unzha                                                              | Río Unzha                                                              | Río Unzha                                                              | Río Unzha                                                              | Volga         | 426           | 27 800       | 158           | Curso Superior |
| I     | -     | Río Uzola                                                              | Río Uzola                                                              | Río Uzola                                                              | Río Uzola                                                              | Volga         | 147           | 1920         |               | Curso Superior |
| -     | D     | Río Oká                                                                | Río Oká                                                                | Río Oká                                                                | Río Oká                                                                | Volga         | 1500          | 245 000      | 1300          | Curso Superior |
| -     | -     | -                                                                      | Río Upa                                                                | Río Upa                                                                | Río Upa                                                                | Río Oká       | 399           | 9510         |               | Curso Superior |
| -     | -     | -                                                                      | Río Zhizdra                                                            | Río Zhizdra                                                            | Río Zhizdra                                                            | Río Oká       | 223           | 9170         |               | Curso Superior |
| -     | -     | -                                                                      | Río Ugra                                                               | Río Ugra                                                               | Río Ugra                                                               | Río Oká       | 399           | 15 700       |               | Curso Superior |
| -     | -     | -                                                                      | Río Protva                                                             | Río Protva                                                             | Río Protva                                                             | Río Oká       | 282           | 4620         |               | Curso Superior |
| -     | -     | -                                                                      | Río Nara                                                               | Río Nara                                                               | Río Nara                                                               | Río Oká       | 158           | 2030         |               | Curso Superior |
| -     | -     | -                                                                      | Río Osyotr                                                             | Río Osyotr                                                             | Río Osyotr                                                             | Río Oká       | 228           | 3480         |               | Curso Superior |
| -     | -     | -                                                                      | Río Moscova                                                            | Río Moscova                                                            | Río Moscova                                                            | Río Oká       | 502           | 17 600       | 250           | Curso Superior |
| -     | -     | -                                                                      | Río Pronia                                                             | Río Pronia                                                             | Río Pronia                                                             | Río Oká       | 336           | 10 200       |               | Curso Superior |
| -     | -     | -                                                                      | Río Pra                                                                | Río Pra                                                                | Río Pra                                                                | Río Oká       | 192           | 5520         | 250           | Curso Superior |
| -     | -     | -                                                                      | Río Mokcha                                                             | Río Mokcha                                                             | Río Mokcha                                                             | Río Oká       | 656           | 51 000       |               | Curso Superior |
| -     | -     |                                                                        |                                                                        | Río Tsna                                                               | Río Tsna                                                               | Río Mokcha    | 451           | 21 500       |               | Curso Superior |
| -     | -     | -                                                                      | Río Tiosha                                                             | Río Tiosha                                                             | Río Tiosha                                                             | Río Oká       | 331           | 7800         |               | Curso Superior |
| -     | -     | -                                                                      | -                                                                      | Río Seriozha                                                           | Río Seriozha                                                           | Río Tiosha    |               |              |               | Curso Superior |
| -     | -     | -                                                                      | Río Kliazma                                                            | Río Kliazma                                                            | Río Kliazma                                                            | Río Oká       | 686           | 42 500       |               | Curso Superior |
| -     | -     | -                                                                      | -                                                                      | Río Teza                                                               | Río Teza                                                               | Río Kliazma   | 192           | 3450         |               | Curso Superior |
| -     | -     | -                                                                      | -                                                                      | Río Nerl                                                               | Río Nerl                                                               | Río Kliazma   | 75            | 53 000       | 400           | Curso Superior |
| -     | D     | Río Kudma                                                              | Río Kudma                                                              | Río Kudma                                                              | Río Kudma                                                              | Volga         | 144           | 2200         |               | Curso Medio    |
| -     | D     | Río Kérzhenets                                                         | Río Kérzhenets                                                         | Río Kérzhenets                                                         | Río Kérzhenets                                                         | Volga         | 290           | 6410         | 19,6          | Curso Medio    |
| -     | D     | Río Surá                                                               | Río Surá                                                               | Río Surá                                                               | Río Surá                                                               | Volga         | 841           | 67 500       |               | Curso Medio    |
| -     | -     | -                                                                      | Río Alátyr                                                             | Río Alátyr                                                             | Río Alátyr                                                             | Río Surá      | 307           | 11 200       |               | Curso Medio    |
| I     | -     | Río Vetluga                                                            | Río Vetluga                                                            | Río Vetluga                                                            | Río Vetluga                                                            | Volga         | 889           | 39 400       | 255           | Curso Medio    |
| -     | -     | -                                                                      | Río Usta                                                               | Río Usta                                                               | Río Usta                                                               | Río Vetluga   | 253           | 6030         | 28            | Curso Medio    |
| I     | -     | Río Rutka                                                              | Río Rutka                                                              | Río Rutka                                                              | Río Rutka                                                              | Volga         | 153           | 1950         | 7,32          | Curso Medio    |
| -     | D     | Río Tsivil                                                             | Río Tsivil                                                             | Río Tsivil                                                             | Río Tsivil                                                             | Volga         | 173           | 4658         | 53            | Curso Medio    |
| I     | -     | Río Bolshaya Kokshaga                                                  | Río Bolshaya Kokshaga                                                  | Río Bolshaya Kokshaga                                                  | Río Bolshaya Kokshaga                                                  | Volga         | 297           | 6630         | 30            | Curso Medio    |
| I     | -     | Río Málaya Kokshaga                                                    | Río Málaya Kokshaga                                                    | Río Málaya Kokshaga                                                    | Río Málaya Kokshaga                                                    | Volga         | 194           | 5160         |               | Curso Medio    |
| I     | -     | Río Ilet                                                               | Río Ilet                                                               | Río Ilet                                                               | Río Ilet                                                               | Volga         | 204           | 6470         |               | Curso Medio    |
| -     | D     | Río Sviyaga                                                            | Río Sviyaga                                                            | Río Sviyaga                                                            | Río Sviyaga                                                            | Volga         | 375           | 16 700       | 34            | Curso Medio    |
| I     | -     | Río Kazanka                                                            | Río Kazanka                                                            | Río Kazanka                                                            | Río Kazanka                                                            | Volga         | 142           | 2600         |               | Curso Medio    |
| I     | -     | Río Kama                                                               | Río Kama                                                               | Río Kama                                                               | Río Kama                                                               | Volga         | 1805          | 507 000      | 3800          | Curso Medio    |
| -     | -     | -                                                                      | Río Myosha (Мёша)                                                      | Río Myosha (Мёша)                                                      | Río Myosha (Мёша)                                                      | Río Kama      | 204           | 4180         |               | Curso Medio    |
| -     | -     | -                                                                      | Río Shesma (Шешма)                                                     | Río Shesma (Шешма)                                                     | Río Shesma (Шешма)                                                     | Río Kama      | 259           | 6040         |               | Curso Medio    |
| -     | -     | -                                                                      | Río Viatka (Вя́тка)                                                     | Río Viatka (Вя́тка)                                                     | Río Viatka (Вя́тка)                                                     | Río Kama      | 1314          | 129 000      | 890           | Curso Medio    |
| -     | -     | -                                                                      | -                                                                      | Río Kilmez (Кильмезь)                                                  | Río Kilmez (Кильмезь)                                                  | Río Viatka    | 270           | 17 525       | 84,6          | Curso Medio    |
| -     | -     | -                                                                      | -                                                                      | Río Pizhma (Пижма)                                                     | Río Pizhma (Пижма)                                                     | Río Kilmez    | 305           | 14 660       |               | Curso Medio    |
| -     | -     | -                                                                      | -                                                                      | Río Moloma (Моло́ма)                                                    | Río Moloma (Моло́ма)                                                    | Río Viatka    | 419           | 12 700       | 79,1          | Curso Medio    |
| -     | -     | -                                                                      | -                                                                      | Río Cheptsa (Чепца)                                                    | Río Cheptsa (Чепца)                                                    | Río Viatka    | 501           | 20 400       | 130           | Curso Medio    |
| -     | -     | -                                                                      | -                                                                      | Río Letka (Летка)                                                      | Río Letka (Летка)                                                      | Río Viatka    | 267           | 3680         | 20,6          | Curso Medio    |
| -     | -     | -                                                                      | -                                                                      | Río Kobra (Кобра)                                                      | Río Kobra (Кобра)                                                      | Río Viatka    | 324           | 7810         | 55,8          | Curso Medio    |
| -     | -     | -                                                                      | Río Zaj (Зай)                                                          | Río Zaj (Зай)                                                          | Río Zaj (Зай)                                                          | Río           | 270           | 4540         | 16,9          | Curso Medio    |
| -     | -     | -                                                                      | Río Iž (Иж)                                                            | Río Iž (Иж)                                                            | Río Iž (Иж)                                                            | Río           | 259           | 8510         | 34,1          | Curso Medio    |
| -     | -     | -                                                                      | Río Ik                                                                 | Río Ik                                                                 | Río Ik                                                                 | Río Kama      | 571           | 18 000       | 45,5          | Curso Medio    |
| -     | -     | -                                                                      | Río Belaya (Бе́лая)                                                     | Río Belaya (Бе́лая)                                                     | Río Belaya (Бе́лая)                                                     | Río Kama      | 1430          | 142 000      | 858           | Curso Medio    |
| -     | -     | -                                                                      | -                                                                      | Río Sjun (Сюнь)                                                        | Río Sjun (Сюнь)                                                        | Río Belaya    | 209           |              |               | Curso Medio    |
| -     | -     | -                                                                      | -                                                                      | Río Bystry Tanyš o sólo Tanyš (Танып)                                  | Río Bystry Tanyš o sólo Tanyš (Танып)                                  | Río Belaya    | 345           | 7560         |               | Curso Medio    |
| -     | -     | -                                                                      | -                                                                      | Río Dema (Дёма)                                                        | Río Dema (Дёма)                                                        | Río Belaya    | 535           |              |               | Curso Medio    |
| -     | -     | -                                                                      | -                                                                      | Río Ufá (Караидель)                                                    | Río Ufá (Караидель)                                                    | Río Belaya    | 918           | 53 100       | 388           | Curso Medio    |
| -     | -     | -                                                                      | -                                                                      | -                                                                      | Río Yuriuzán (Юрюзань)                                                 | Río Ufá       | 404           | 7240         | 55            | Curso Medio    |
| -     | -     | -                                                                      | -                                                                      | -                                                                      | Río Ay (Ай)                                                            | Río Ufá       | 549           | 15 000       |               | Curso Medio    |
| -     | -     | -                                                                      | -                                                                      | río Sim (Сим)                                                          | río Sim (Сим)                                                          | Río Belaya    | 239           | 11 700       | 47,9          | Curso Medio    |
| -     | -     | -                                                                      | -                                                                      | -                                                                      | Río Inser (Инзе́р)                                                      | Río Sim       | 307           | 5380         |               | Curso Medio    |
| -     | -     | -                                                                      | -                                                                      | Río Nuguš (Нугуш)                                                      | Río Nuguš (Нугуш)                                                      | Río Belaya    | 235           |              |               | Curso Medio    |
| -     | -     | -                                                                      | Río Siva (Сива)                                                        | Río Siva (Сива)                                                        | Río Siva (Сива)                                                        | Río Kama      | 206           | 4870         |               | Curso Medio    |
| -     | -     | -                                                                      | Río Chusovaya (Чусова́я)                                                | Río Chusovaya (Чусова́я)                                                | Río Chusovaya (Чусова́я)                                                | Río Kama      | 592           | 23 000       | 222           | Curso Medio    |
| -     | -     | -                                                                      | -                                                                      | Río Sylva (Сылва)                                                      | Río Sylva (Сылва)                                                      | Río Chusovaya | 493           | 19 700       |               | Curso Medio    |
| -     | -     | -                                                                      | -                                                                      | -                                                                      | Río Iren (Ире́нь)                                                       | Río Sylva     | 214           | 6110         |               | Curso Medio    |
| -     | -     | -                                                                      | -                                                                      | Río Usva (Усьва)                                                       | Río Usva (Усьва)                                                       | Río Chusovaya | 266           | 6170         |               | Curso Medio    |
| -     | -     | -                                                                      | Río Obva (Обва)                                                        | Río Obva (Обва)                                                        | Río Obva (Обва)                                                        | Río Kama      | 247           | 6720         |               | Curso Medio    |
| -     | -     | -                                                                      | Río Inva (Иньва)                                                       | Río Inva (Иньва)                                                       | Río Inva (Иньва)                                                       | Río Kama      | 257           | 5920         |               | Curso Medio    |
| -     | -     | -                                                                      | Río Kosva (Ко́сьва)                                                     | Río Kosva (Ко́сьва)                                                     | Río Kosva (Ко́сьва)                                                     | Río Kama      | 283           | 6300         | 90            | Curso Medio    |
| -     | -     | -                                                                      | Río Jajva (Яйва)                                                       | Río Jajva (Яйва)                                                       | Río Jajva (Яйва)                                                       | Río Kama      | 304           | 6250         |               | Curso Medio    |
| -     | -     | -                                                                      | Río Víshera (Ви́шера) (el sistema Víshera-Kolva llega a los 520 km)     | Río Víshera (Ви́шера) (el sistema Víshera-Kolva llega a los 520 km)     | Río Víshera (Ви́шера) (el sistema Víshera-Kolva llega a los 520 km)     | Río Kama      | 415           | 31 200       |               | Curso Medio    |
| -     | -     | -                                                                      | -                                                                      | Río Kolva                                                              | Río Kolva                                                              | Río Víshera   | 460           | 13 500       | 457           | Curso Medio    |
| -     | -     | -                                                                      | -                                                                      | Río Yazva                                                              | Río Yazva                                                              | Río Víshera   | 135           | 5900         |               | Curso Medio    |
| -     | -     | -                                                                      | Río Kosa (Коса)                                                        | Río Kosa (Коса)                                                        | Río Kosa (Коса)                                                        | Río Kama      | 267           |              |               | Curso Medio    |
| -     | -     | -                                                                      | Río Vesljana (Весляна)                                                 | Río Vesljana (Весляна)                                                 | Río Vesljana (Весляна)                                                 | Río Kama      | 266           | 7490         |               | Curso Medio    |
| I     | -     | Río Bolshói Cheremshán                                                 | Río Bolshói Cheremshán                                                 | Río Bolshói Cheremshán                                                 | Río Bolshói Cheremshán                                                 | Volga         | 336           | 11 500       | 36,1          | Curso Inferior |
| -     | D     | Río Usa                                                                | Río Usa                                                                | Río Usa                                                                | Río Usa                                                                | Volga         | 76            | 2240         | 16,1          | Curso Inferior |
| I     | -     | Río Sok                                                                | Río Sok                                                                | Río Sok                                                                | Río Sok                                                                | Volga         | 364           | 11 700       | 33,3          | Curso Inferior |
| I     | -     | Río Samara                                                             | Río Samara                                                             | Río Samara                                                             | Río Samara                                                             | Volga         | 594           | 46 500       | 47,2          | Curso Inferior |
| -     | -     | -                                                                      | Río Buzuluk                                                            | Río Buzuluk                                                            | Río Buzuluk                                                            | Río Samara    | 248           | 4460         | 7,7           | Curso Inferior |
| I     | -     | Río Chapayevka                                                         | Río Chapayevka                                                         | Río Chapayevka                                                         | Río Chapayevka                                                         | Volga         | 298           | 4310         | 2,53          | Curso Inferior |
| I     | -     | Río Mali Irgiz                                                         | Río Mali Irgiz                                                         | Río Mali Irgiz                                                         | Río Mali Irgiz                                                         | Volga         | 235           | 3900         | 6,4           | Curso Inferior |
| I     | -     | Río Irgiz (o Bolshoi Irgiz)                                            | Río Irgiz (o Bolshoi Irgiz)                                            | Río Irgiz (o Bolshoi Irgiz)                                            | Río Irgiz (o Bolshoi Irgiz)                                            | Volga         | 675           | 24 000       |               | Curso Inferior |
| -     | D     | Río Terioshka                                                          | Río Terioshka                                                          | Río Terioshka                                                          | Río Terioshka                                                          | Volga         | 213           | 9710         | 17,5          | Curso Inferior |
| I     | -     | Río Yeruslán                                                           | Río Yeruslán                                                           | Río Yeruslán                                                           | Río Yeruslán                                                           | Volga         | 278           | 5570         |               | Curso Inferior |
| -     | -     | Río Ajtuba (brazo del Volga)                                           | Río Ajtuba (brazo del Volga)                                           | Río Ajtuba (brazo del Volga)                                           | Río Ajtuba (brazo del Volga)                                           | Volga         | 537           |              | 153           | Curso Inferior |